# Ураловский сельский совет (Сумская область)
Ураловский сельский совет (укр. Уралівська сільська рада) — входит в состав
Середино-Будского района
Сумской области
Украины.
Административный центр сельского совета находится в 
с. Уралово
.

## Населённые пункты совета
- с. Уралово
- с. Чигин